# 絵所秀紀
絵所 秀紀（えしょ ひでき、1947年8月21日 - ）は、日本の経済学者。法政大学名誉教授、神戸大学経済経営研究所リサーチフェロー。

## 来歴
東京都生まれ。1970年(旧)東京都立大学経済学部卒業。72年同大学院修士課程修了、1975年法政大学大学院社会科学研究科博士課程単位取得満期退学、1990年「現代インド経済研究 金融革命と経済自由化をめぐる諸問題」で経済学博士（法政大学）の学位を取得。
1972年法政大学経済学部助手、1975年助教授、1983年教授。2017年名誉教授。
1988年『現代インド経済研究』で発展途上国研究奨励賞受賞、1997年『開発の政治経済学』で大来賞受賞。

## 著書
- 『現代インド経済研究 金融革命と経済自由化をめぐる諸問題』法政大学出版局 1987
- 『開発経済学 形成と展開』法政大学出版局 1991
- 『開発と援助 南アジア・構造調整・貧困』同文館出版 ポリティカル・エコノミー 1994
- 『開発の政治経済学』日本評論社 1997
- 『開発経済学とインド 独立後インドの経済思想』日本評論社 2002
- 『離陸したインド経済 開発の軌跡と展望』ミネルヴァ書房 シリーズ・現代経済学 2008

### 共編著
- 『日本電子産業の海外進出』佐々木隆雄共編 法政大学出版局 比較経済研究所研究シリーズ 1987
- 『立ち上がるインド経済 新たな経済パワーの台頭』伊藤正二共著 日本経済新聞社 1995
- 『開発と貧困 貧困の経済分析に向けて』山崎幸治共編 アジア経済研究所 1998
- 『現代南アジア 経済自由化のゆくえ』編 東京大学出版会 2002
- 『アマルティア・センの世界 経済学と開発研究の架橋』山崎幸治共編著 晃洋書房 2004
- 『シリーズ国際開発 第1巻　貧困と開発』穂坂光彦,野上裕生共編著 日本評論社 2004

### 翻訳
- アレクサンダー・ガーシェンクロン『後発工業国の経済史 キャッチアップ型工業化論』雨宮昭彦,峯陽一,鈴木義一共訳 ミネルヴァ書房 Minerva人文・社会科学叢書 2005

## 参考
- ISBN 978-4-535-55267-8
- 『現代日本人名録』2002年
- 法政大学 [リンク切れ]